# موستوویه
موستوویه (به لاتین: Mostovoye) یک منطقهٔ مسکونی در روسیه است که در استان آمور واقع شده‌است.